# Stavrolit
Stavrolit je rdeče rjav do črn, večinoma neprozoren silikatni mineral iz skupine otočnih silikatov. S kobaltom bogat različek stavrolita je lusakit.
Njegovo  ime je sestavljenu iz grških besed σταυρός [stavrós] – križ in λίθος [líthos] – kamen, ki opisujeta značilno obliko njegovih dvojčičkov.

## Lastnosti
Mineral kristalizira v monoklinskem kristalnem sistemu in ima precej zapleteno kemijsko sestavo - (Fe,Mg,Zn)2Al9(Si,Al)4O20(OH)4. Razmerja med železom, magnezijem in cinkom so zelo različna. 
Posebna lastnost stavrolita je pogosto dvojčičenje v značilni obliki pravokotnega ali poševnega križa, kristali sami pa so prizmatični. Pogosto so večji od obkrožujočih mineralov in se zato imenjejo porfiroblasti. V tankih rezinah imajo podobno dvolomnost kot kremen. 

## Nahajališča
Najpogosteje se pojavlja v metamorfnih kamninah kot so sljude in gnajsi, ki so nastali pri višjih temperaturah in tlakih. Spremljajoči minerali so granat almandin, sljude  in kianit, pa tudi albit, biotit in silmanit. Srednjetamepraturni stavrolit je indikator amfibolskih facijev. 
V Sloveniji so ga našli pri Cezlaku na Pohorju.

## Uporaba
Stavrolit je eden od indeksnih mineralov za ocenjevanje temperature, globine in tlaka, pri katerih je potekal metamorfizem. 
Nekoč se je uporabljal kot brusilno in polirno sredstvo, za izdelavo livarskih kalupov in polnilo, danes pa nima velikega gospodarskaga pomena. Uporabljal se je tudi za izdelavo amuletov, za katere se je izkazalo, da so večinoma temno rjavo pobarvani ponaredki.